# Cerveja de Espruce

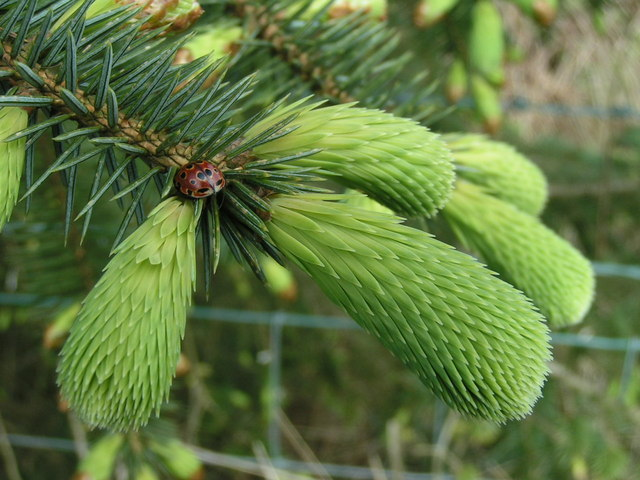
Abesto crescendo em um pinheiro de espruce

Uma série de sabores estão associados às bebidas com espruce, que vão desde floral, cítrico, frutado, resinoso e pinho. Esta diversidade de sabor provavelmente provem da escolha de espécies de abesto, a estação em que as sementes ou as folhas são colhidas, e o modo de preparo.
O uso das folhas de abestos para criar bebidas originou-se com os povos indígenas da América do Norte que usavam a bebida como uma cura para o escorbuto, durante os meses de inverno, quando frutas frescas não estavam disponíveis. Também pode ter sido fabricado na Escandinávia antes do contato europeu com as Américas, mas os exploradores franceses e britânicos ignoravam seu uso como um tratamento para o escorbuto quando eles chegaram na América do Norte. Serve de cura ao escorbuto pois os brotos frescos de muitos abetos e pinheiros são uma fonte natural de vitamina C. 

## História

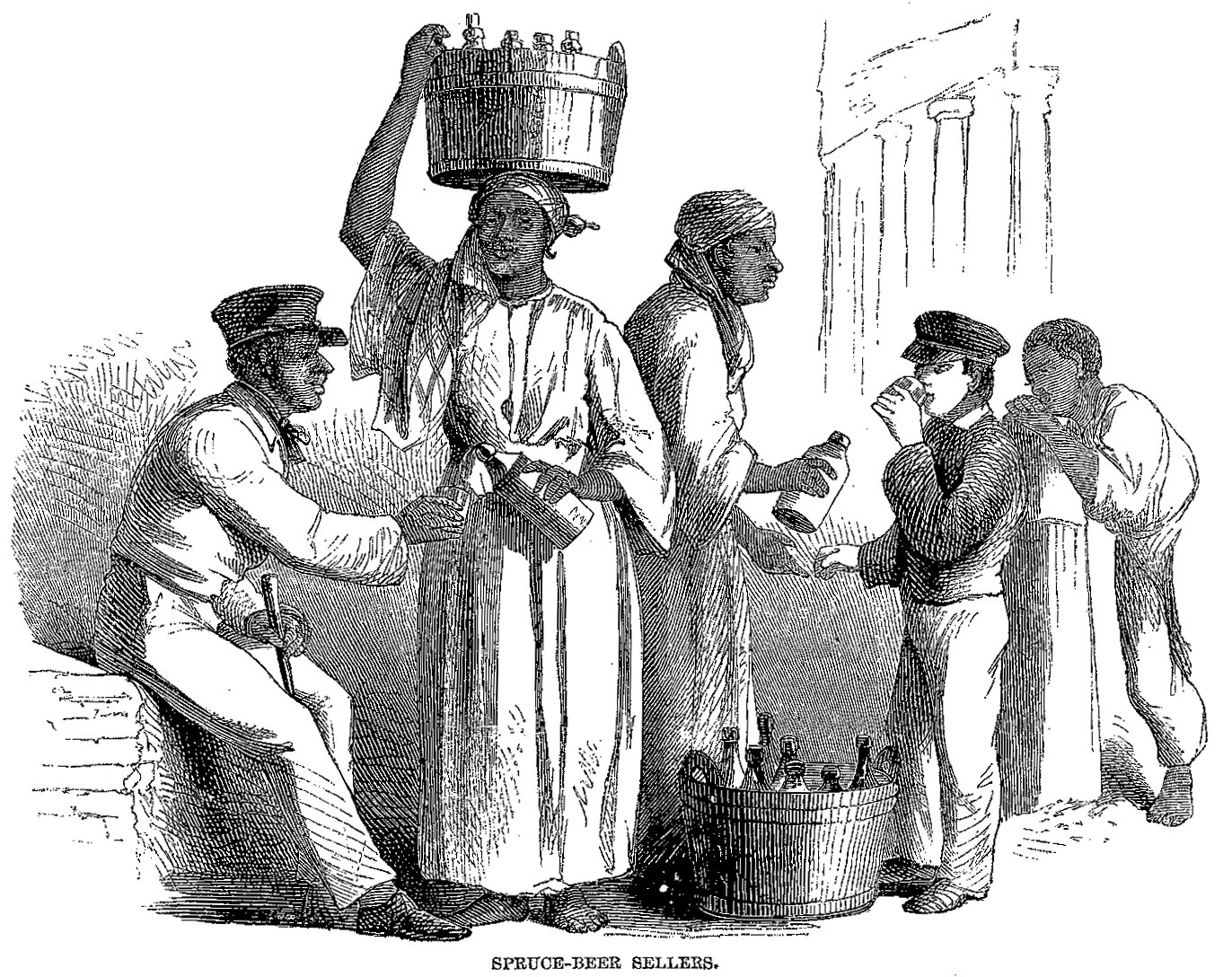
Vendedor de cerveja de espruce na Jamaica, c. 1861

Em 1536, o explorador francês Jacques Cartier, explorando o rio St. Lawrence, utilizou o conhecimento dos nativos locais para salvar seus homens que estavam morrendo de escorbuto. Ferveu as folhas de uma árvore chamada pelos Iroqueses de St. Lawrence de Aneda (provavelmente Thuja occidentalis) para fazer um chá que mais tarde foi provado que continha 50 mg de vitamina C por 100 gramas. Quando Samuel de Champlain chegou, 72 anos depois, ele não poderia pedir que os nativos indicassem quais árvores utilizar, já que os Iroqueses de St. Lawrence tinham desaparecido. Este método de tratamento de escorbuto com bebidas de espruce foi mais tarde adotado pela Marinha Real Britânica, e abestos passou a ser adicionado regularmente na cerveja que seria embarcada nos navios das explorações do século XVIII da Costa Oeste da América do Norte e no Pacífico, incluindo a Nova Zelândia. Jane Austen, que teve dois irmãos na Marinha Real, refere-se a cerveja de espruce no capítulo 40 de Emma.
No Brasil, durante o século XIX, se produziu cerveja de espruce, sendo possível encontrar um anúncio de espruce para fazer cerveja no Diário Mercantil de 1825.

## Usos Modernos

### Espruce como agente de sabor em cervejas
Espruce é às vezes usado como ingrediente aromatizante em cervejas, como "Alba Scots Pine Ale", da Alasca Brewing Company e "Spruce Moose Pale Ale" da Cervejaria Beau. 